# Ishbel Hamilton-Gordon
Ishbel Maria Hamilton-Gordon, markiza Aberdeen i Temair, lady Aberdeen (ur. 14 marca 1857 w Londynie, zm. 18 kwietnia 1939 w Aberdeen) – szkocka arystokratka, działaczka społeczna, filantropka i pisarka, aktywistka na rzecz równouprawnienia kobiet, pierwsza kobieta uhonorowana honorowym stopniem naukowym uczelni kanadyjskiej.

## Życiorys
Urodzona jako Ishbel Maria Marjoribanks, córka Dudleya Marjoribanksa, 1. barona Tweedmouth, szkockiego przedsiębiorcy i liberalnego polityka, członka Parlamentu z ramienia Partii Liberalnej, oraz Isabelli Weir Hogg, córki sir Jamesa Hogga, prawnika i polityka, także członka Parlamentu. Wyrastała w liberalnym otoczeniu, częstym gościem w jej domu rodzinnym bywał premier William Gladstone. Odebrała staranne wykształcenie w domu, zaś w wieku 18 lat została przedstawiona na dworze królowej Wiktorii. 7 listopada 1877 roku poślubiła swą wielką młodzieńczą miłość, Johna Hamiltona-Gordona, wówczas 7. hrabiego Aberdeen. Zamieszkali razem w jego posiadłości Haddo House w Aberdeenshire oraz domu przy Grosvenor Square w Londynie. Już w młodości lady Aberdeen zajmowała się pracą charytatywną, zarówno w strukturach kościoła, jak i w otoczeniu domu rodzinnego. Założyła Haddo House Club, lokalną organizację charytatywną, mającą na celu prowadzenie edukacji dorosłych wśród robotników rolnych i służących. Wkrótce przekształciła się ona w ogólnokrajową Onward and Upward Association, mającą ponad setkę oddziałów i wydającą redagowany przez założycielkę dwutygodnik. W 1883 roku założyła Aberdeen Ladies' Union, prowadzącą działalność edukacyjną skierowaną do dziewcząt z biednych rodzin i pomagającą im w znalezieniu odpowiedniej pracy.
W 1886 roku towarzyszyła mężowi, gdy został mianowany lordem namiestnikiem Irlandii. W trakcie krótkiego pobytu w tym kraju (Gordon został odwołany ze stanowiska po dymisji Gladstone’a) asygnowała anonimowo 1500 funtów z własnych środków na zakup ziemniaków dla odbudowy upraw przez farmerów zubożonych w wyniku klęski nieurodzaju. Organizowała również promocję irlandzkich towarów w Szkocji i Anglii. Wszystkie te działania przysporzyły hrabiostwu Aberdeen sympatii Irlandczyków. Po dymisji rządu odbyła wraz z mężem podróż morską przez Indie, Australię, Nową Zelandię i Stany Zjednoczone. W 1890 roku po raz pierwszy odwiedziła Kanadę, zakładając w Winnipegu Aberdeen Association, stowarzyszenie działające na rzecz zwiększenia dobrobytu osadników, głównie imigrantów, gospodarujących samotnie na preriach. Wyłożyła też z mężem 15 000 dolarów na promocję irlandzkich produktów podczas Wystawy Światowej w Chicago w 1893 roku.

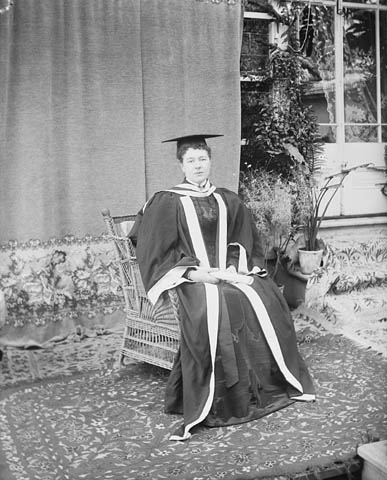
Ishbel Hamilton-Gordon w stroju ceremonialnym Queens University

W latach 1893–1898 towarzyszyła mężowi w Kanadzie, gdzie pełnił on urząd gubernatora generalnego. W tym samym roku została przewodniczącą Międzynarodowej Rady Kobiet i pozostawała na tym stanowisku, z przerwami, do 1936 roku, w latach 1893–1899 przewodniczyła również Narodowej Radzie Kobiet w Kanadzie (National Council of Women of Canada). W 1897 roku utworzyła organizację charytatywną Victorian Order of Nurses for Canada, nazwaną na cześć obchodzącej diamentowy jubileusz królowej Wiktorii, a mającą na celu zapewnienie dostępu do świadczeń medycznych na rozległych, izolowanych obszarach Kanady. 
W latach 1905–1915 lord Aberdeen ponownie pełnił urząd lorda namiestnika Irlandii. Jego żona zaś ponownie poświęciła się działalności charytatywnej i społecznej, wspierając kampanię medyczną na rzecz zwalczania gruźlicy czy współpracując w organizacji Women’s National Health Association of Ireland, działającej na rzecz poprawienia sytuacji materialnej matek i dzieci irlandzkich. Była aktywna podczas konferencji pokojowej w Paryżu w 1919 roku, nakłaniając jej uczestników do otwarcia wszystkich stanowisk w sekretariacie Ligi Narodów dla kobiet. Brała udział w pracach organizacji Międzynarodowego Czerwonego Krzyża. W 1920 roku wprowadziła Międzynarodową Radę Kobiet do Ligi Narodów z głosem doradczym.
Lord i lady Aberdeen mieli pięcioro dzieci: George’a (ur. 1879), Marjorie (1880), żyjącą tylko kilka miesięcy Dorotheę (1882), Dudleya (1883) oraz Iana (1884–1909). Po śmierci męża w 1934 roku zmuszona była opuścić dotychczasową rezydencję Cromar House w Aberdeenshire z powodów finansowych i zamieszkać w Aberdeen. Jej ostatnim publicznym wystąpieniem była ceremonia otwarcia domu YWCA w Birmingham. Miała wówczas 82 lata. Zmarła 18 kwietnia 1939 roku w Aberdeen i została pochowana obok męża na terenie posiadłości Haddo House.

## Twórczość
Wraz z mężem była współautorką autobiograficznych książek We Twa oraz More Cracks with We Twa, opublikowała także zbiór artykułów Musings of A Scottish Granny. W 1960 roku ukazał się drukiem jej dziennik z okresu pobytu w Kanadzie, The Canadian Journal of Lady Aberdeen, 1893–1898. 

## Uznanie
W 1897 roku otrzymała doktorat honorowy Queen’s University w Kingston, pierwszy honorowy stopień naukowy przyznany kobiecie w dziejach kanadyjskich uczelni wyższych. Ponadto jej działalność uhonorowano, nadając jej w 1928 roku honorowe obywatelstwo Edynburga, została również odznaczona Krzyżem Wielkim Orderu Imperium Brytyjskiego.